# Commercial Crew Development

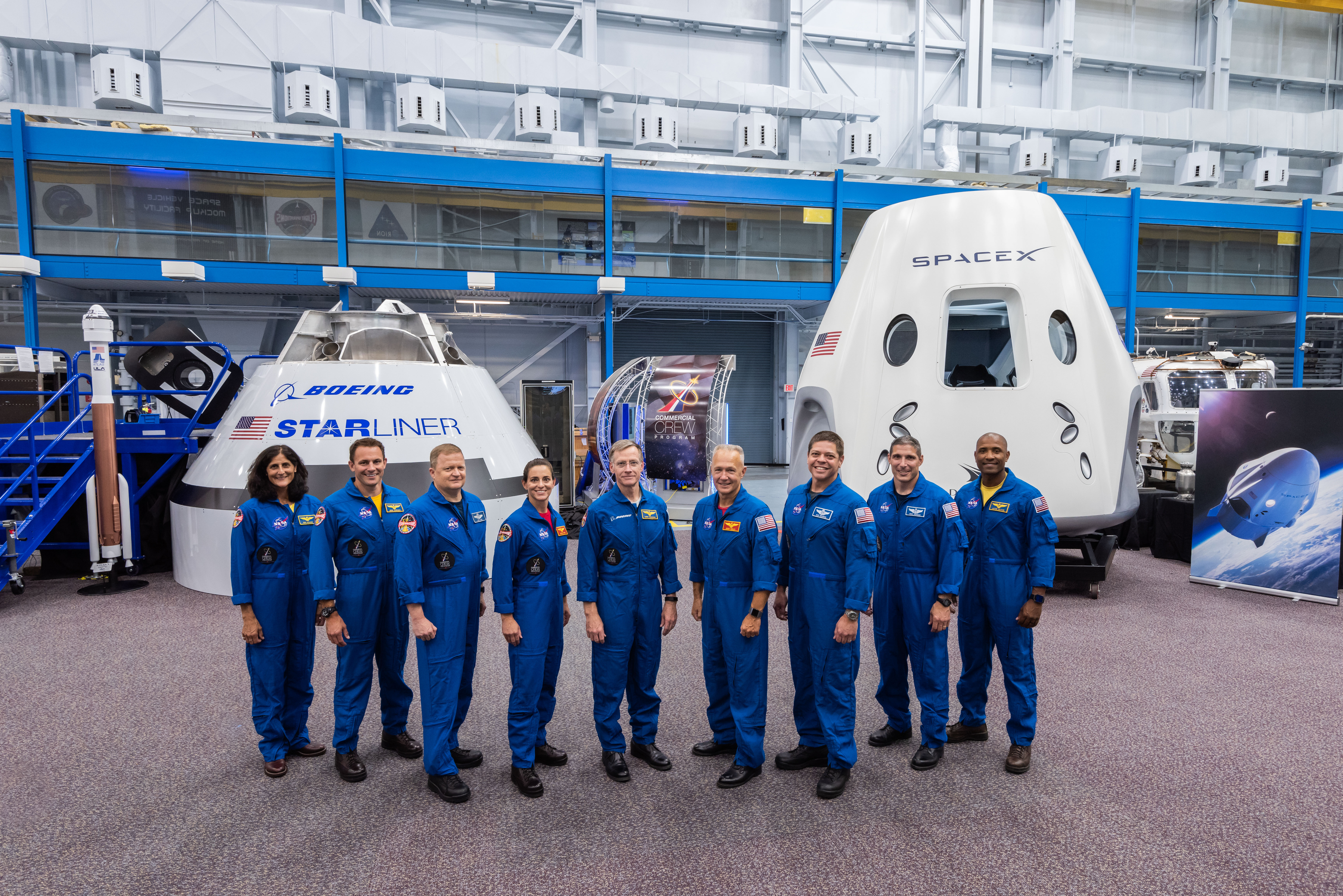
Il primo gruppo dei nove astronauti selezionati per il programma Commercial Crew Development e i due veicoli selezionati, il Boeing CST-100 Starliner (sinistra) e lo SpaceX Crew Dragon

Il Commercial Crew Development (CCDev) è un programma, composto da più fasi, atto allo sviluppo di tecnologie spaziali, e finanziato dal governo statunitense e gestito dalla NASA. Lo scopo del programma è di incentivare lo sviluppo di veicoli con equipaggio di aziende private lanciati in orbita terrestre bassa. Il programma è gestito dal Commercial Crew and Cargo Program Office (С3РО).
Nel 2010, nella prima fase del programma, la NASA fornì un totale di 50 milioni di dollari a cinque aziende statunitensi; il denaro avrebbe dovuto essere utilizzato per la ricerca e sviluppo in concetti e tecnologie del volo umano nel settore privato. A ottobre dello stesso anno, la NASA richiese una seconda serie di proposte per progetti di sviluppo tecnologico con una durata massima di 14 mesi.  Ad aprile 2011, la NASA annunciò che premierebbe con circa 270 milioni a quattro aziende che soddisfacessero gli obiettivi del CCDev 2.
Ad agosto 2012, NASA conferì Space Act Agreements per la terza fase, chiamata CCiCap; sarebbe durata fino al 2014. CCiCap è seguita dalla quarta e ultima fase, chiamata CCtCap, con i contratti della Part 15 della Federal Acquisition Regulation (FAR). I contratti sono stati assegnati a SpaceX e a Boeing a settembre 2014. I voli di prova di entrambi i veicoli sono programmati per il 2019. I contratti prevedono che SpaceX e Boeing forniscano sei voli di rifornimenti alla ISS tra il 2019 e il 2024. Il primo gruppo di astronauti assegnato a volare sui due veicoli furono annunciati il 3 agosto 2018.

## Requisiti
I requisiti principali dei veicoli per questo programma sono:
- Portare quattro astronauti e la loro attrezzatura alla Stazione spaziale internazionale (ISS);[8][9]
- Assicurare il ritorno dell'equipaggio in caso di emergenza;[8]
- Servire da rifugio sicuro per 24 ore in caso di emergenza;[8][9]
- Capace di rimanere agganciato per 210 giorni—[8][9] lo Space Shuttle poteva rimanere agganciato solo per un massimo di 12 giorni.[10]

## Panoramica del programma

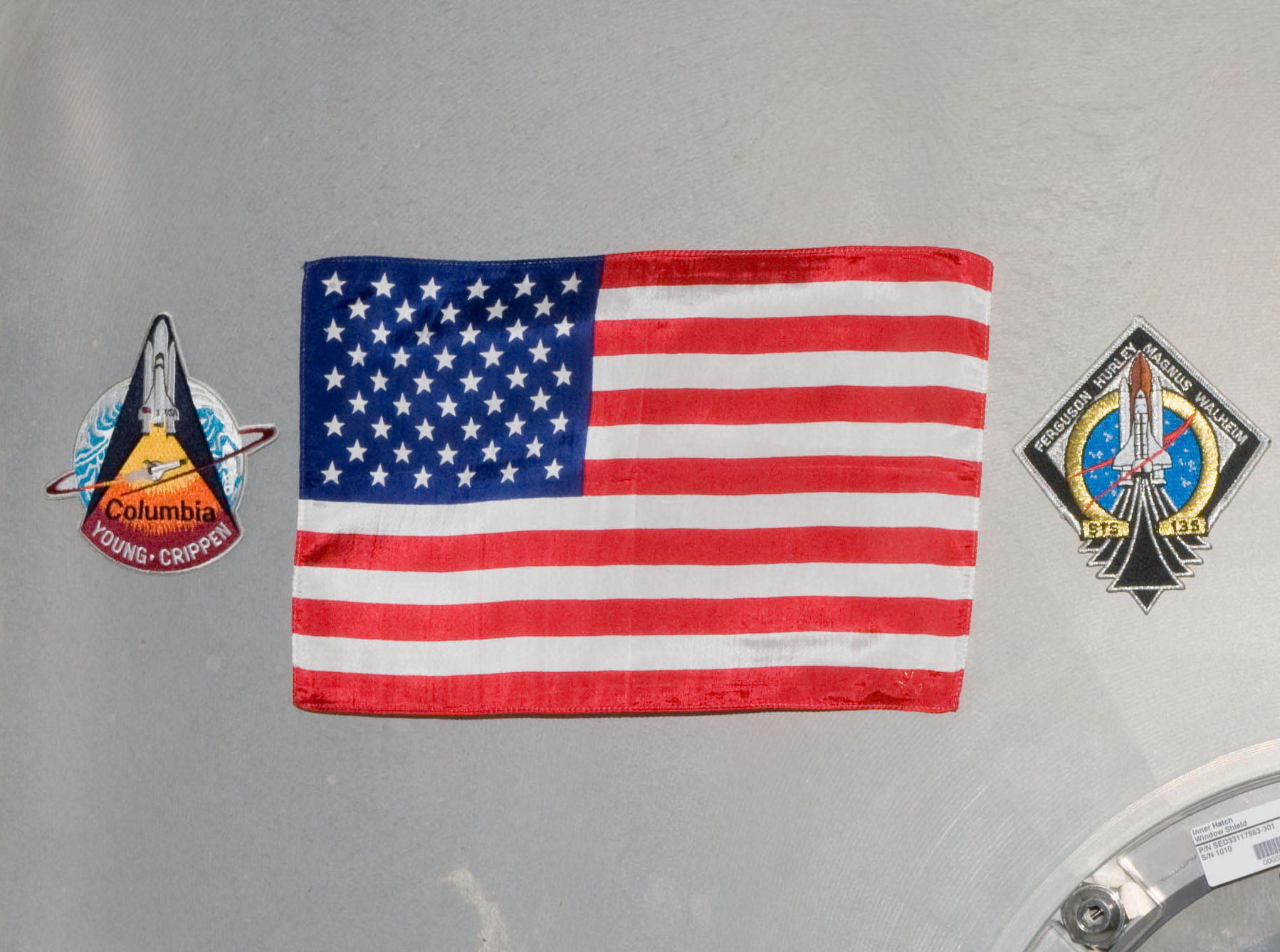
Bandiera lasciata sulla ISS dall'equipaggio del STS-135 sarà recuperata dal prossimo equipaggio lanciato da un veicolo statunitense

Il programma CCDev segue Commercial Orbital Transportation Services (COTS), un programma per lo sviluppo di lanci commerciali di merci in orbita terrestre bassa. A dicembre 2009, NASA ha fornito la seguente descrizione del programma CCDev:
The Commercial Crew & Cargo Program is applying Recovery Act funds to stimulate efforts within the private sector to develop and demonstrate human spaceflight capabilities. NASA plans to use funds appropriated for "Exploration" under the American Recovery & Reinvestment Act of 2009 (ARRA) through its С3РО to support efforts within the private sector to develop system concepts and capabilities that could ultimately lead to the availability of commercial human spaceflight services. These efforts are intended to foster entrepreneurial activity leading to job growth in engineering, analysis, design, and research and to promote economic recovery as capabilities for new markets are created.
I finanziamenti per il programma CCDev sono diversi dai finanziamenti consueti usati per i programmi Space Shuttle, Apollo, Gemini, e Mercury. I contratti sono stati ideati esplicitamente per finanziare lo sviluppo di tecnologia di sottosistemi che la NASA desidera per i suoi scopi; tutte le altre tecnologie sviluppate sono finanziate dall'appaltatore. I contratti sono istituiti per tappe intermedie a prezzo fisso. "Il contributo della NASA è fissato".

### Finanziamenti e l'effetto sulla tabella di marcia

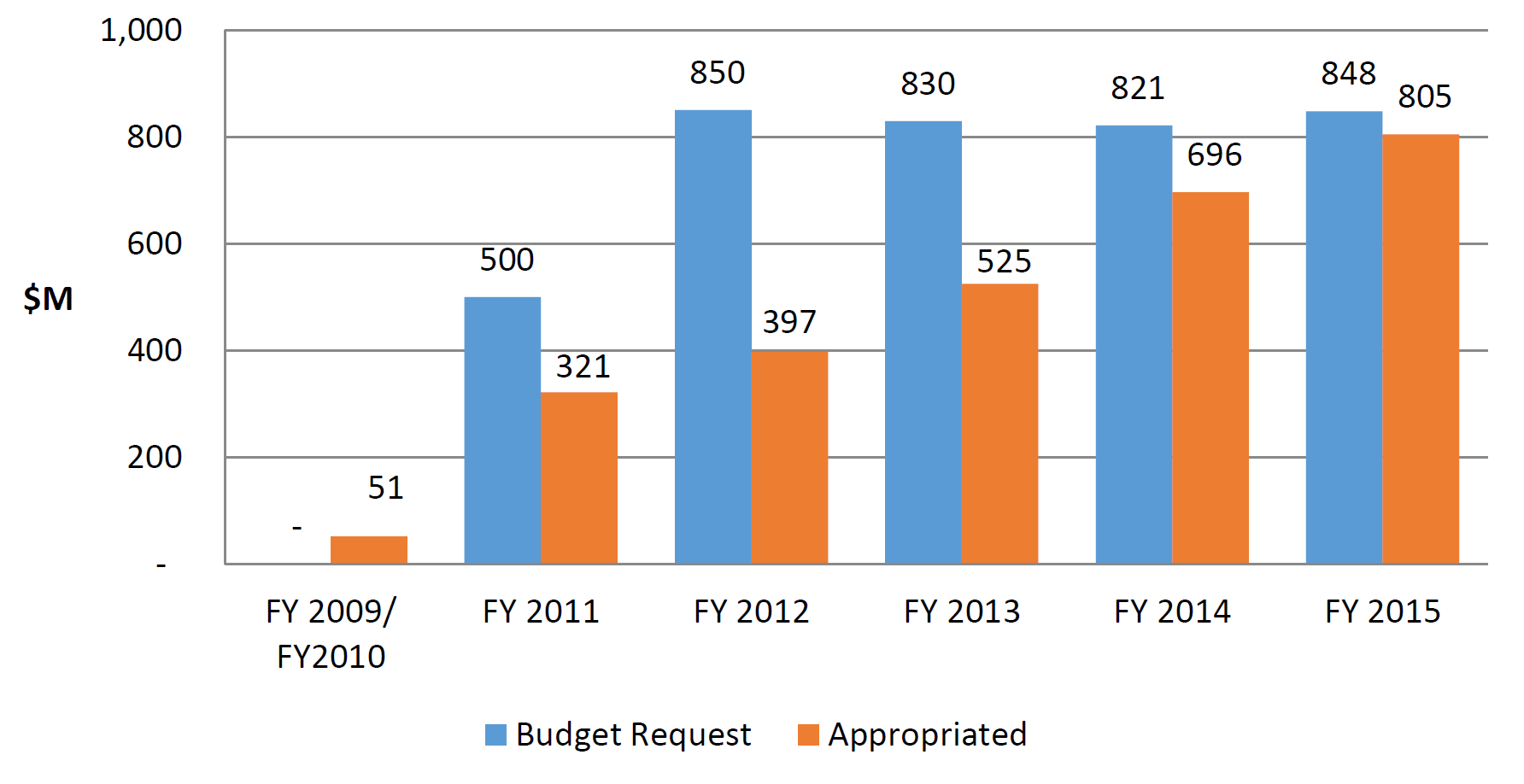
Comparazione tra finanziamenti richiesti (blu) e approvati (arancio)

Il primo volo del programma CCDev sarebbe dovuto accadere nel 2015, ma è stato posticipato per mancanza di fondi. L'amministratore della NASA Charles Bolden attribuì i ritardi ai finanziamenti insufficienti dal Congresso. Anche Michael López-Alegría, presidente della Commercial Spaceflight Federation, attribuì i ritardi a problemi di finanziamenti.
Per il budget dell'anno fiscale (AF) 2011, il programma richiedeva 500 milioni di dollari, ma il Congresso ne concesse solo 270 milioni. Per l'AF 2012, sono richiesti 850 milioni ma il Congresso approvò un budget di 406, e di conseguenza il primo volo del CCDev fu posticipato al 2017. Per il budget del 2013, sono stati richiesti 830 milioni e sono stati approvati 488 milioni. Per l'AF 2014, sono stati approvati 696 milioni a fronte degli 821 richiesti. Per l'AF 2015, la NASA ha ricevuto 805 milioni, il 95% degli 848 richiesti.

### Pausa dopo lo Space Shuttle

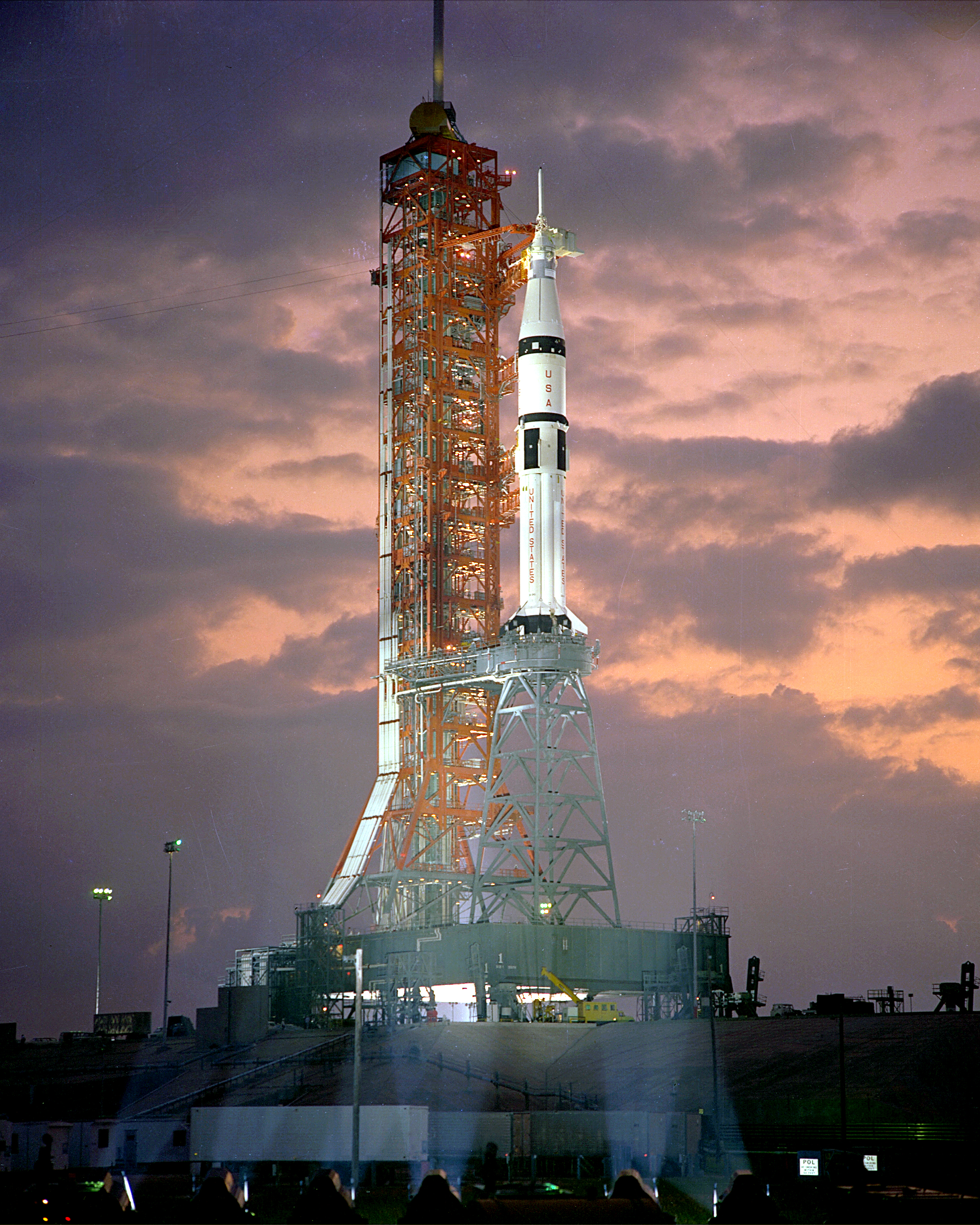
Il Saturn IB montato sulla piattaforma "milkstool". Il suo volo del 1975 è stato l'ultima missione umana statunitense fino al 1981

Dopo l'ultimo volo del programma Space Shuttle (STS) nel 2011, ci fu una pausa dei voli spaziali statunitensi. La pausa precedente era stata di circa sei anni, tra il 1975 (un lancio del Saturn IB) e il primo volo del STS ad aprile 1981. A differenza della scorsa pausa, gli Stati Uniti hanno comprato voli del lanciatore russo per partecipare al progetto congiunto della Stazione Spaziale Internazionale. Il Congresso era consapevole che sarebbe avvenuta la pausa, quindi accelerò i finanziamenti nel 2008 e nel 2009 in preparazione al ritiro dello Shuttle. Al tempo, il primo volo con equipaggio del lanciatore Ares I non sarebbe avvenuto fino al 2015, e il suo primo uso per la ISS fino al 2016. Furono presi provvedimenti per estendere le operazioni del STS oltre il 2010. Tuttavia, nel 2010 l'Ares I fu cancellato in favore dello Space Launch System e del commercial crew program. Nel 2016 il primo volo con equipaggio del SLS pianificato è la Exploration Mission 2, e il lancio sarebbe avvenuto al minimo al 2021. Nel 2016 una missione commerciale con equipaggio poteva accadere già nel 2018. Se la NASA avesse accesso al suo lanciatore potrebbe riuscire a vendere voli invece di comprarli, o le due nazioni potrebbero organizzare un'altra vendita. La NASA comprò voli per il 2018, e potrebbe doverli comprare anche per il 2019.
La NASA comprò dei posti sul lanciatore russo anche mentre lo Space Shuttle era in attività, e i partner nella Stazione Spaziale Internazionale avevano bisogno di allenarsi con le attrezzature e i lanciatori. Quando finì il programma STS, questo aspetto di partecipazione alla ISS continuò, e la NASA aveva un contratto per voli almeno fino al 2017. Il prezzo è cambiato nel tempo, e una partita di posti dal 2016 al 2017 è costata 70,7 milioni per passeggero per volo. L'uso da parte della NASA del lanciatore russo Sojuz era una parte del programma ISS organizzata negli anni 1990 quando il progetto fu pianificato: è usato come imbarcazione di emergenza nella stazione anche prima del ritiro dello Space Shuttle così tutti quelli nella stazione dovettero allenarsi su quel veicolo. Il primo volo Sojuz alla ISS nel 2000 includeva un astronauta statunitense (Sojuz TM-31 come parte della Expedition 1). Gli astronauti statunitensi hanno volato regolarmente sul Sojuz mentre lo Shuttle era in attività alla Stazione. Allo stesso modo i russi e gli altri partner internazionali volarono sullo Space Shuttle e sul Sojuz, a volte solo in una direzione del viaggio. A prescindere da ciò, durante il suo sviluppo, i "posti" del CCDev sono stati spesso paragonati ai prezzi del Sojuz. Non avendo altri lanciatori disponibili, la NASA forse dovrà comprare dei posti di volo fino al 2019 per accedere alla Stazione Spaziale Internazionale. L'altro partner principale nella ISS, l'ESA, annullò lo sviluppo del suo sistema di lancio umano, il mini-shuttle Hermes, nel 1992. L'ESA aveva precedentemente scambiato hardware di Spacelab per voli sullo Space Shuttle. C'è stato interesse dall'Europa per i partecipanti al CCDev, soprattutto per Dream Chaser, con un partito che dice che era il "..veicolo ideale per una vasta gamma di applicazioni spaziali." Gli U.S.A. stavano lavorando a un veicolo per la fuga di emergenza, chiamato HL-20 Personnel Launch System ma fu cancellato nel 1993 in favore dell'utilizzo di veicoli Sojuz extra; non sviluppare altri veicoli era visto come modo per risparmiare denaro in conseguenza alla ristrutturazione del progetto Space Station Freedom quando l'URSS fu dissolta nel 1991.

## Fasi

### CCDev 1

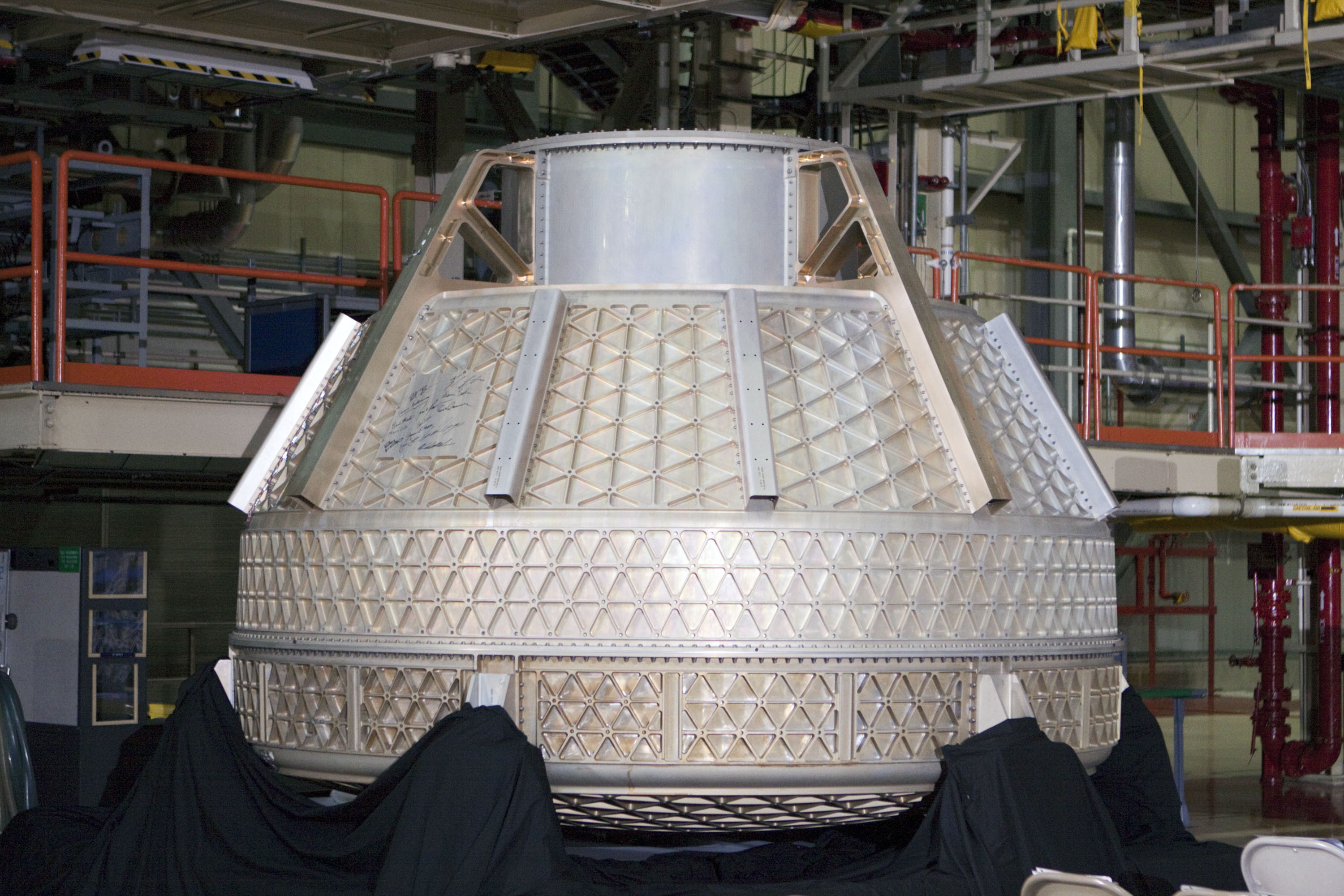
La costruzione del recipiente in pressione del CST-100 era uno degli obiettivi del CCDev 1 per la Boeing

Nella fase 1 del CCDev, la NASA ha avviato degli Space Act Agreements con molte aziende che lavoravano su tecnologie e sistemi adatti al volo spaziale umano. I finanziamenti erano forniti come parte dell'American Recovery and Reinvestment Act of 2009. Nel 2010, fu assegnato a cinque aziende statunitensi un totale di $50 milioni, con lo scopo di promuovere la ricerca e lo sviluppo di nuove idee e tecnologie per il volo umano nel settore privato.  Il totale della fase 1 avrebbe dovuto essere di $150 milioni, la maggior parte dei quali fu deviato al programma Constellation dal senatore Richard Shelby (R-AL).  Tutti i 53 obiettivi per le cinque aziende avrebbero dovuto essere raggiunti entro la fine del 2010.
Da un totale di 36 aziende, la NASA assegno i fondi di sviluppo del CCDev 1 alle seguenti cinque aziende:
- Blue Origin: $3,7M per un innovativo Launch Abort System (LAS) e recipienti in pressione in materiale composito.[41]  Nel 2011, con la fine del secondo test a terra, Blue Origin completò il lavoro sul sistema di fuga come da contratto. Completò anche "il lavoro sull'altro aspetto del suo contratto, un lavoro di riduzione dei rischi su un recipiente in pressione composito" per il suo veicolo.[42]
- Boeing: $18M per lo sviluppo della capsula CST-100 Starliner che mostrò nell'ottobre 2010.[43] Secondo il sito della NASA furono raggiunti tutti gli obiettivi.[44]
- Paragon Space Development Corporation: $1.4M per una Environmental Control and Life Support System (ECLSS) Air Revitalization System (ARS) Engineering Development Unit (un sistema di supporto vitale, controllo HVAC e di rivitalizzazione dell'aria).[45]  Con il completamento dei test a metà dicembre 2010 del suo "Commercial Crew Transport Air Revitalization System", un sistema di supporto vitale progettato per l'utilizzo in molti veicoli commerciali, Paragon ha completato tutto il suo lavoro come da contratto.[42]
- Sierra Nevada Corporation: $20M per lo sviluppo del Dream Chaser,[46] uno spazioplano riutilizzabile che può trasportare sia merci sia persone (fino a un massimo di otto) in orbita terrestre bassa.[47] Sierra Nevada completò il lavoro previsto dal suo contratto nel dicembre 2010, con il test strutturale del suo veicolo di test.[42]
- United Launch Alliance: $6,7M per un Emergency Detection System (EDS) per certificare al trasporto umano i suoi Evolved Expendable Launch Vehicle (EELV).[48]  A dicembre 2010, ULA effettuò una dimostrazione del suo Emergency Detection System;[42] secondo il sito della NASA furono raggiunti tutti gli obiettivi.[49]

### CCDev 2

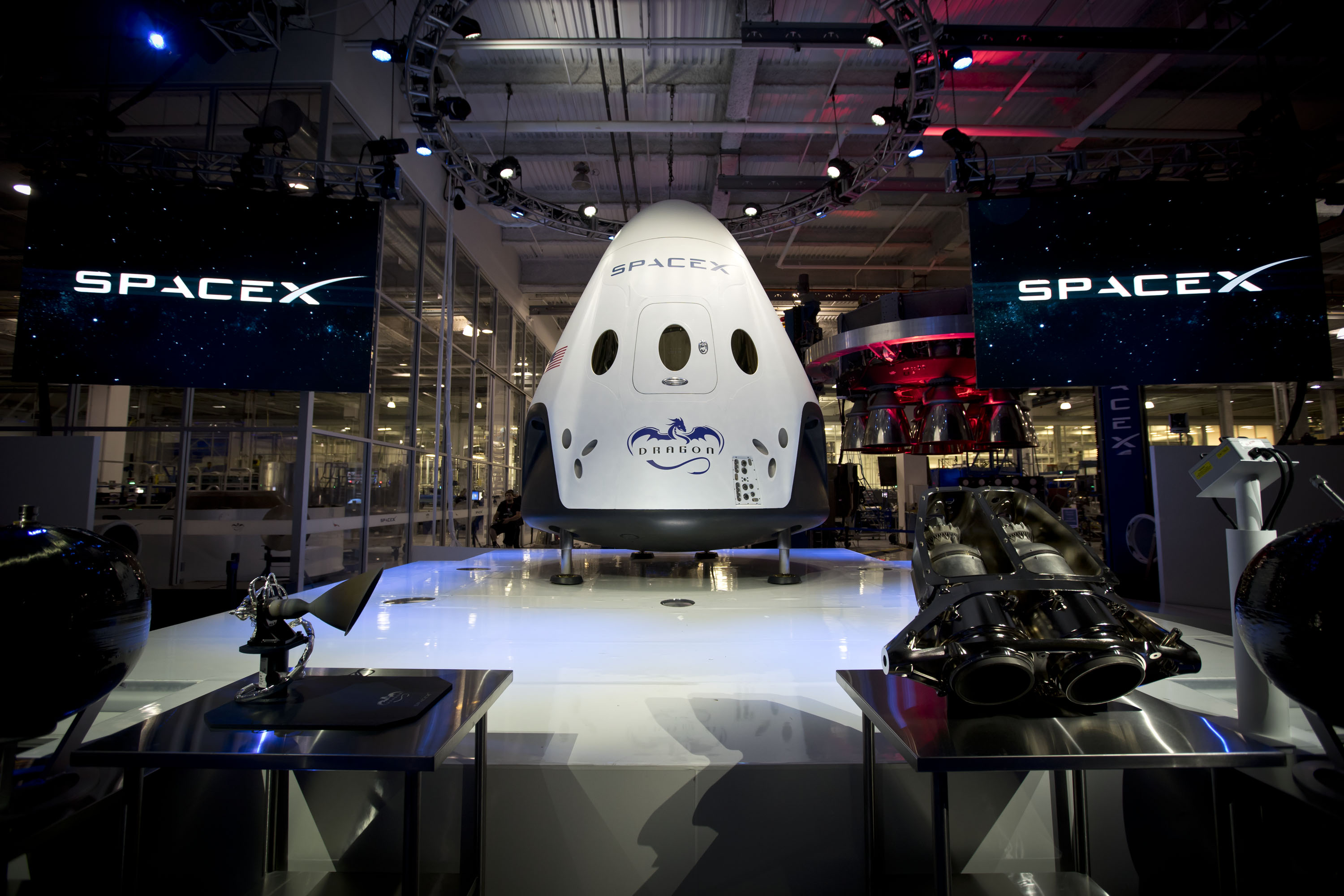
Modello iniziale della Crew Dragon di SpaceX selezionato da NASA nel CCDev 2

Il 18 aprile 2011, la NASA premiò quattro aziende con $270 milioni per lo sviluppo di veicoli statunitensi che possano far volare astronauti dopo l'abbandono dello Space Shuttle.

#### Proposte finanziate
- Blue Origin: $22 milioni. Tecnologie a sostegno di un design per un muso di veicolo orbitale biconico, e di un launch abort system per motori a ossigeno e idrogeno liquido.[52][53]
- Sierra Nevada Corporation: $80 milioni. Dream Chaser
- SpaceX: $75 milioni. launch abort system integrato per la Dragon 2[54]
- Boeing: $92,3 milioni. Ulteriore sviluppo del CST-100 Starliner[55]

#### Proposte selezionate senza finanziamenti
- United Launch Alliance: estendere il lavoro di sviluppo per certificare l'Atlas V al trasporto umano[56]
- Alliant Techsystems (ATK) e Astrium proposero lo sviluppo del Liberty.[57] NASA condividerà conoscenze e tecnologie.[58][59]
- Excalibur Almaz Inc. stava sviluppando un sistema con equipaggio con hardware del periodo sovietico modernizzato per voli turistici in orbita; è stato firmato uno Space Act Agreement per sviluppare ulteriormente le idee di EAI per il trasporto in orbita terrestre bassa.[60][61]

#### Proposte non selezionate
- Orbital Sciences propose lo spazioplano Prometheus[62]
- Paragon Space Development Corporation propose un ulteriore sviluppo del Commercial Crew Transport-Air Revitalization System.[63]
- t/Space propose un veicolo riutilizzabile per merci o per un equipaggio di otto persone[64]
- United Space Alliance propose di far volare commercialmente i restanti due veicoli Space Shuttle.[65]

### Commercial Crew integrated Capability (CCiCap)

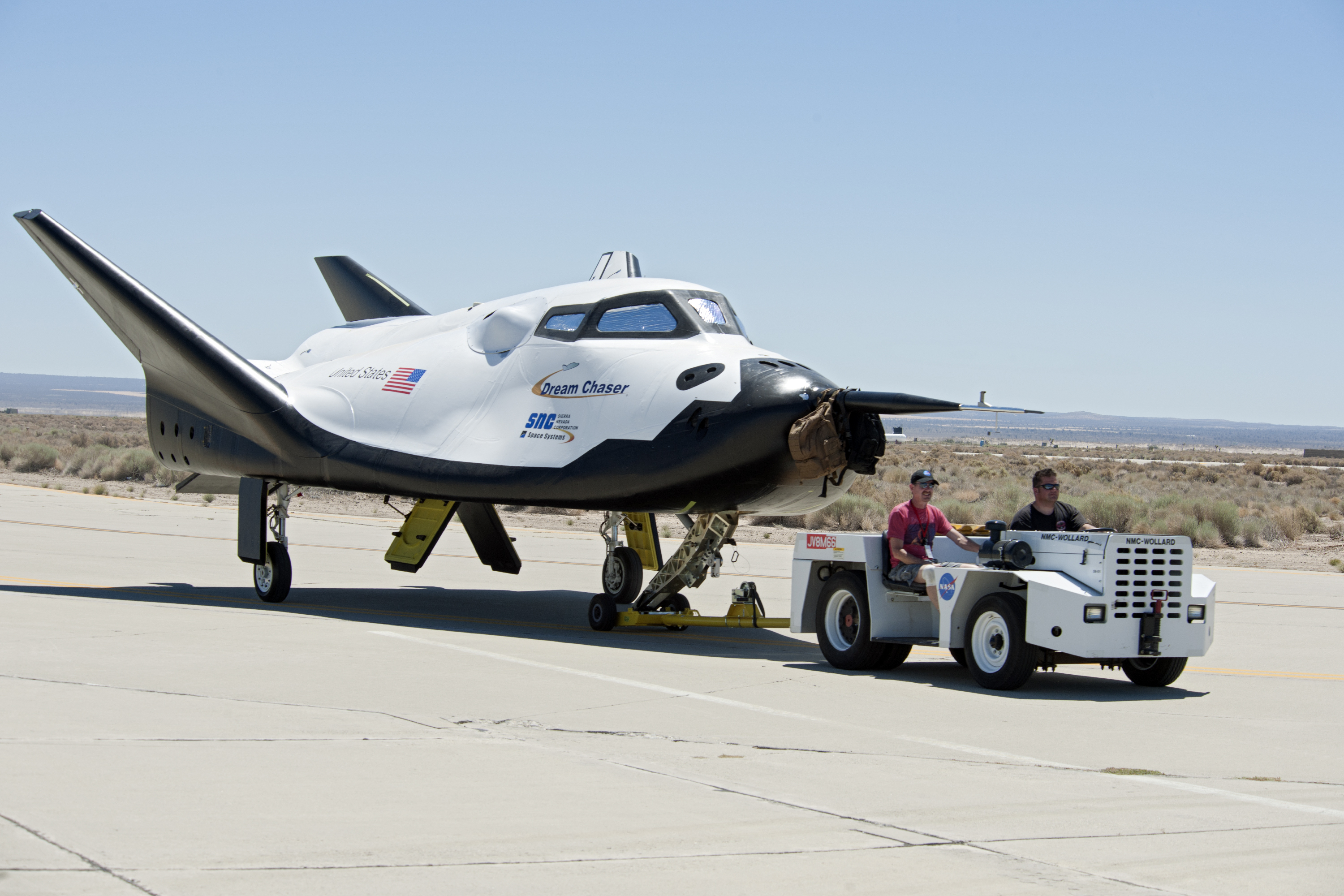
Il collaudo del Dream Chaser Engineering Test Article era una della tappe del CCiCap di Sierra Nevada

Per la fase 3, detta Commercial Crew integrated Capability (CCiCap) e originariamente chiamata CCDev 3, la NASA cercava proposte di progetti completi, come navicelle, vettori, servizi di lancio, operazioni a terra e di recupero. A settembre 2011, la NASA pubblicò una richiesta per proposte (request for proposal, da cui RFP).
L'ultima RFP fu pubblicata il 7 febbraio 2012, con il termine per il 23 marzo 2012.
Gli Space Act Agreements finanziati furono concessi il 3 agosto 2012 e emendati il 15 agosto 2013.
Il 3 agosto 2012 furono annunciate le proposte selezionate:
- Sierra Nevada Corporation: $212,5 milioni. Dream Chaser/Atlas V[70]
- SpaceX: $440 milioni. Dragon 2/Falcon 9[70]
- Boeing: $460 milioni. CST-100/Atlas V.[70]

### Certification Products Contract (CPC) fase 1
La prima fase del Certification Products Contract (CPC) comportava lo sviluppo di un piano di certificazione con standard ingegneristici, test e analisi.
I vincitori del finanziamento della fase 1 del CPC, annunciati il 10 dicembre 2012, furono:
- Sierra Nevada Corporation: $10 milioni.
- SpaceX: $9.6 milioni.
- Boeing: $9.9 milioni.

### Commercial Crew Transportation Capability
Il Commercial Crew Transportation Capability (CCtCap) è la seconda fase del CPC e include gli ultimi sviluppi, collaudi e verifiche per permettere voli di prova con equipaggio verso la ISS. NASA fornì la Request For Proposal del contratto il 19 luglio 2013; la data di risposta era il 15 agosto 2013.
Il 16 settembre 2014 la NASA ha annunciato che Boeing e SpaceX avevano ricevuto i contratti per fornire servizi di lancio con equipaggio per la ISS. Boeing poteva ricevere fino a $4.2 miliardi, mentre SpaceX fino a $2.6 miliardi.
Sia il CST-100 sia il Dragon 2 effettueranno un volo senza equipaggio (rispettivamente il Boe-OFT e lo SpaceX Demo 1), poi un volo di prova con equipaggio, e in seguito fino a sei voli operativi per la ISS.

## Lista delle missioni dimostrative
A gennaio 2017 la NASA ordinò dodici missioni per portare astronauti alla ISS, sei per fornitore. La selezione degli astronauti per le prime quattro missioni fu annunciata il 2 agosto 2018.
| Missione                         | Stemma | Navetta          | Data di lancio   | Data di atterraggio | Equipaggio                    | Esito missione      |
| -------------------------------- | --- | ---------------- | ---------------- | ------------------- | ----------------------------- | ------------------- |
| Pad Abort Test                   | | C201 DragonFly   | 6 maggio 2015    | 6 maggio 2015       | N.D.                          | Riuscito            |
| Pad Abort Test                   | Pad Abort Test, Cape Canaveral Air Force Station, Florida. |                  |                  |                     |                               |                     |
| Crew Dragon Demo-1               | | C204             | 2 marzo 2019     | 8 marzo 2019        | N.D.                          | Riuscito            |
| Crew Dragon Demo-1               | Volo di prova senza equipaggio. |                  |                  |                     |                               |                     |
| Boeing Pad Abort Test            | | S1               | 4 novembre 2019  | N.D.                | N.D.                          | Parziale fallimento |
| Boeing Pad Abort Test            | Test di annullamento del lancio nella base White Sands Missile Range, Nuovo Messico. Uno dei tre paracadute non si è aperto completamente a causa di un errore nell'installazione, ma il sistema ha funzionato correttamente. |                  |                  |                     |                               |                     |
| Boeing Orbital Flight Test       | | S3.1 Calypso     | 20 dicembre 2019 | 22 dicembre 2019    | N.D.                          | Parziale fallimento |
| Boeing Orbital Flight Test       | Volo di prova senza equipaggio. |                  |                  |                     |                               |                     |
| Crew Dragon In-Flight Abort Test | | C205.1           | 19 gennaio 2020  | 19 gennaio 2020     | N.D.                          | Riuscito            |
| Crew Dragon In-Flight Abort Test | Usata la capsula inizialmente prevista per la Crew Dragon Demo-2. |                  |                  |                     |                               |                     |
| Crew Dragon Demo-2               | | C206.1 Endeavour | 30 maggio 2020   | 2 agosto 2020       | Douglas Hurley Robert Behnken | Riuscito            |
| Crew Dragon Demo-2               | Primo volo con equipaggio della navetta Crew Dragon |                  |                  |                     |                               |                     |
| Boeing Crewed Flight Test        | | S3.2 Calypso ♺   | 5 giugno 2024    | 7 settembre 2024    | Barry Wilmore Sunita Williams | Parziale fallimento |
| Boeing Crewed Flight Test        | Primo test con equipaggio della navetta Starliner.. Nella fase di avvicinamento alla stazione spaziale internazionale, la navetta ha avuto malfunzionamenti su cinque propulsori di manovra. L'equipaggio è riuscito ad effettuare il docking, ma la NASA non è riuscita a stabilire chiaramente la causa del problema, ed è stato ritenuto più sicuro far rientrare la Starliner senza equipaggio. Wilmore e Williams rientreranno a Terra con la navetta SpaceX Crew Dragon a febbraio 2025. |                  |                  |                     |                               |                     |

## Riassunto dei finanziamenti
Di seguito è tabulato il finanziamento di tutti gli appaltatori, diviso per ogni fase del programma CCDev — i valori del CCtCap sono massimi e comprendono i voli post-programma.
| Fase (anni) | CCDev1 (2010–2011) | CCDev2(2011–2012) | CCiCap (2012–2014) | CPC1(2013–2014) | CCtCap | Totale (2010–2017) |
| --- | ------------------ | ----------------- | ------------------ | --------------- | ------ | ------------------ |
| Produttori di navicelle |                    |                   |                    |                 |        |                    |
| The Boeing Company | 18,0               | 92,3 + 20,61      | 460,0 + 203        | 9,9             | 4200,0 | 4820,9             |
| Blue Origin | 3,7                | 22,0              | –                  | –               | –      | 25,7               |
| Sierra Nevada Corporation | 20,0               | 80,0 + 25,61      | 212,5 + 153        | 10,0            | –      | 362,1              |
| SpaceX | –                  | 75,0              | 440,0 + 203        | 9,6             | 2600,0 | 3144,6             |
| Excalibur Almaz | –                  | 02                | –                  | –               | –      | 0                  |
| Produttori di lanciatori |                    |                   |                    |                 |        |                    |
| United Launch Alliance | 6,7                | 0                 | –                  | –               | –      | 6,7                |
| Alliant Techsystems (ATK) | –                  | 0                 | –                  | –               | –      | 0                  |
| Altri |                    |                   |                    |                 |        |                    |
| Paragon Space Development Corporation | 1,4                | –                 | –                  | –               | –      | 1,4                |
| Total: | 49,8               | 315,5             | 1167,5             | 29,6            | 6800,0 | 8362,4             |
| 1 Quantità aggiuntiva ottenuta nel 2011. 2 Space Act Agreement firmato nel 2011 nell'ambito del CCDev2. 3 Quantità aggiuntiva ottenuta nel 2013. |                    |                   |                    |                 |        |                    |